# Parco nazionale di Bataan
Il parco nazionale di Bataan è un'area naturale protetta delle Filippine, situata nella regione di Luzon Centrale, all'interno delle provincie di Bataan e di Zambales, nella zona settentrionale del Paese.

## Territorio
Fu istituito il 1 dicembre 1945 con decreto dell'allora presidente delle Filippine Sergio Osmeña a copertura di porzioni delle municipalità di Hermosa, Orani, Samal, Abucay, Balanga, Pilar, e l'intera municipalità di Subic nella provincia di Zambales per una superficie totale di 314.000 ettari. All'interno del Parco si trova il monte Natib, vulcano inattivo di 1253 metri.
Gran parte del territorio del parco è piuttosto movimentato, formato in larga parte dall'antica caldera del vulcano Natib, che misura 7,5 km da nord a sud e 5,5 km da est a ovest. Molti rilievi del parco, incluso il monte Natib, si dispongono lungo l'orlo della caldera; i più importanti sono Bataan Peak (1066 m), Napundol (1029 m), Silanganan (910 m), Nagpali (900 m) e Santa Rosa (800 m). In alcuni punti più remoti all'interno della caldera sgorgano diverse sorgenti tiepide. L'esplorazione condotta negli anni ottanta dall'Ente nazionale per il petrolio per sondare le disponibilità di energia geotermica ha portato alla conclusione che l'attività vulcanica nella caldera del Natib era insufficiente a giustificare interventi di estrazione nel sito.

## Flora
Sebbene parzialmente disboscata negli anni settanta, gran parte della foresta del parco è rimasta relativamente intatta e circa metà del territorio è ancora coperto da una foresta matura a volta chiusa. Il resto è occupato da una combinazione di foreste secondarie, arbusteti, terreni coltivi creati con interventi di taglio e incendio del bosco e terreni da pascolo. Se gran parte della foresta è di dipterocarpacee, a quote più elevate si impone la foresta montana e, in prossimità della vetta del Natib, la foresta umida.
Il confine occidentale del parco percorre la penisola di Bataan, offrendo scorci panoramici sulle baie e strade d'accesso alternative all'entroterra del parco. L'area qui è scarsamente forestata.

## Fauna
Il parco, congiuntamente alla sua appendice costituita dalla riserva forestale di Subic Bay, ospita, fra gli uccelli, il cacatua delle Filippine (Cacatua haematuropygia), specie in pericolo critico di estinzione, l'anatra delle Filippine (Anas luzonica), l'aquilastore delle Filippine (Nisaetus philippensis), il codaracchetta verde (Prioniturus luconensis), il gufo delle Filippine (Bubo philippensis), il diamante facciaverde (Erythrura viridifacies).